# 弾道捕捉
弾道捕捉(だんどうほそく)または弾道捕獲(だんどうほかく、英: Ballistic capture)は宇宙機を遠い惑星もしくは月の周回軌道へ投入する際に、推進剤噴射の必要を最低限に抑えた低エネルギー遷移の1種である。理想的には、打ち上げ後の遷移は弾道を描く(デルタVがゼロである)。伝統的に用いられてきたホーマン遷移軌道や オーベルト効果を用いた軌道投入では目標天体近傍で減速を行うために宇宙機が推進剤を噴射する必要があり、推進剤の搭載・維持・噴射のためにコストや複雑さが増してしまうが、弾道捕捉を採用することによりこれを省くことができる。
弾道捕捉では、目標天体の軌道の向う先ヘ宇宙機を向かわせ、低推力イオンエンジンで足る程度の軌道修正を行えば宇宙機は所望の軌道へ投入される。
弾道捕捉を用いた宇宙機の軌道設計を行った論文は1987年に初めて発表された。弾道捕捉を記述するための数学理論は弱安定境界理論と呼ばれる。
弾道捕捉を初めて用いた宇宙機は日本のひてんであり、1991年に月周回軌道へ到達した。この軌道はエドワード・ベルブルーノとJ. Millerにより設計された。このとき行われた弾道捕捉遷移は月よりも遠くへ行くためexterior ballistic capture transferと呼ばれる。月よりも内側に留まったまま行われるものはinterior ballistic capture transferと呼ばれ、1987年に記述されたのち2004年にESAのSMART-1 により初めて実施された。

## 利点
弾道捕捉は以下のように予言されている。
- タイミングが重要となる軌道投入（英語版）噴射を行わないため安全である。
- 狭い打上げウィンドウをもたず[6]、ほぼいつでも打ち上げが可能である。

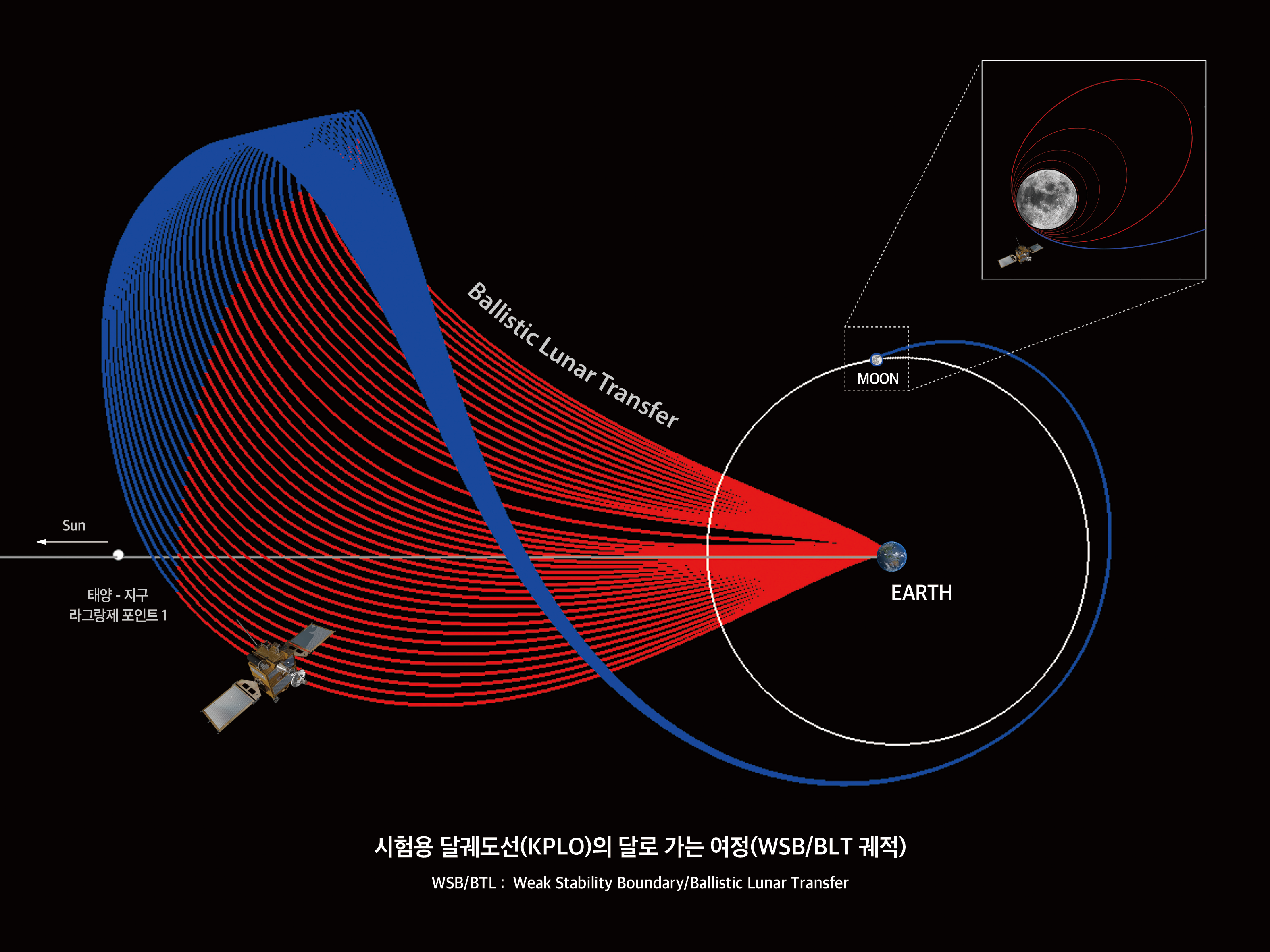
地球と太陽-地球L1を固定した座標系で図示したタヌリの軌道。

- 推進剤効率が良い場合がある。

## 低エネルギー遷移
弾道捕捉はデルタVを用いないため低エネルギーであることから、弾道捕捉を用いる軌道は低エネルギー遷移(LET)とも呼ばれる。しかし、低エネルギー遷移はかならずしも弾道捕捉を用いるとは限らない。より正確には弾道捕捉遷移(BCT)という用語が用いられる。
弾道捕捉が起きる標的天体まわりの領域は弱安定境界と呼ばれる。弱安定境界(WSB)遷移という用語も用いられることがある。
2014年、将来の火星ミッション向けの代替案として弾道捕捉が提案された。他のマニューバでは26ヶ月に1回の打上げウィンドウを待つ必要があり、危険で燃料を消費するブレーキングを行う必要があるが、弾道捕捉ではその両方とも必要がなくなる。しかし、航行期間は1年かかってしまい、ホーマン遷移の場合の9ヶ月よりも長くかかってしまう。

## 弾道捕捉を用いるミッション一覧

2018年10月20日から2025年11月2日までのベピ・コロンボの軌道アニメーション。
ベピ・コロンボ·
地球·
金星·
水星·
太陽
より詳細なアニメーションはこちら

以下に弾道捕捉を用いたミッションとその種別(EBCT – Exterior ballistic capture transfer, IBCT – Interior ballistic capture transfer)の一覧を示す。
| Mission            | Agency    | Launch | Method |
| ------------------ | --------- | ------ | ------ |
| ひてん             | ISAS      | 1991   | EBCT   |
| スマート1          | ESA       | 2004   | IBCT   |
| GRAIL              | NASA      | 2011   | EBCT   |
| ベピ・コロンボ     | ESA       | 2018   |        |
| キャップストーン   | NASA      | 2022   | EBCT   |
| タヌリ             | KARI      | 2022   | EBCT   |
| Hakuto-R Mission 1 | ispace    | 2022   | EBCT   |
| SLIM               | JAXA/ISAS | 2023   | EBCT   |

## 関連文献
- Lunar Transfer Orbits Utilizing Solar Perturbations and Ballistic Capture; Wolfgang Seefelder; 2002.
- Low Energy Transfer To The Moon
- Ballistic Lunar Transfer (BLT) Cheat Sheet
- Designing Low Energy Capture Transfers for Spacecraft to the Moon and Mars (Special Seminar in Symplectic Geometry). Institute for Advanced Study, Princeton. Tuesday October, 28  2014